# Upper Takatu-Upper Esseqiubo

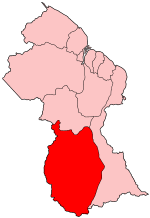
Regionens läge i Guyana.

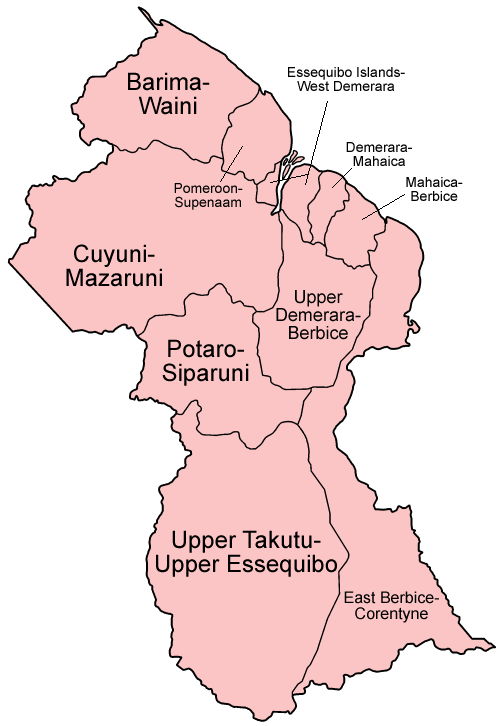
Guyanas 10 regioner.

Regionen Upper Takatu-Upper Esseqiubo (Region 9 - Upper Takatu-Upper Esseqiubo) är ett av Guyanas 10 Administrativa regioner.

## Geografi
Upper Takatu-Upper Esseqiubo har en yta på cirka 57 790 km² med cirka 19 400 invånare  Befolkningstätheten är mindre än 1 invånare/km².
Huvudorten är Lethem med cirka 1 200 invånare.

## Förvaltning
Regionen förvaltas av en Regional Democratic Council (Regionala demokratiska rådet) som leds av en Chairman (Ordförande). Regionens ordningsnummer är 9 och ISO 3166-2-koden är "GY-UT".
Upper Takatu-Upper Esseqiubo är underdelad i 8 Neighbourhood Democratic Councils (distrikt):
Ordinarie:
- Ireng / Sawariwau med St. Ignatius

Ej ordinarie:
- Yarong Paru - Good Hope
- Toka - Jakaretinga
- Yakarinta - Wowetta, Surama
- Sand Creek - Dadanawa, Catunarib, Sawariwau
- Marudi
- Aishalton - Karaudanawa, Achiwib
- Övriga områden

Den nuvarande regionindelningen om 10 regioner infördes 1980.